# Neosprucea sucumbiensis
Neosprucea sucumbiensis är en videväxtart som beskrevs av José Cuatrecasas. Neosprucea sucumbiensis ingår i släktet Neosprucea och familjen videväxter. Inga underarter finns listade i Catalogue of Life.